# العلاقات الجزائرية الإسواتينية
العلاقات الجزائرية الإسواتينية هي العلاقات الثنائية التي تجمع بين الجزائر وإسواتيني.

## مقارنة بين البلدين
هذه مقارنة عامة ومرجعية للدولتين:
| وجه المقارنة                                              | الجزائر                      | إسواتيني                                   |
| --------------------------------------------------------- | ---------------------------- | ------------------------------------------ |
| المساحة (كم2)                                             | 2.38 مليون                   | 17.36 ألف                                  |
| عدد السكان (نسمة)                                         | 38.81 مليون                  | 1.37 مليون                                 |
| الكثافة السكانية (ن./كم²)                                 | 16.31                        | 78.92                                      |
| العاصمة                                                   | الجزائر                      | لوبامبا، مبابان                            |
| اللغة الرسمية                                             | اللغة العربية، لغات أمازيغية | لغة إنجليزية، لغة سوازي                    |
| العملة                                                    | دينار جزائري                 | ليلانغيني سوازيلندي                        |
| الناتج المحلي الإجمالي (بليون دولار)                      | 170.37 مليار                 | 4.41 مليار                                 |
| الناتج المحلي الإجمالي (تعادل القوة الشرائية) بليون دولار | 582.63 مليار                 | 11.13 مليار                                |
| الناتج المحلي الإجمالي الاسمي للفرد دولار أمريكي          | 4.21 ألف                     | 3.20 ألف                                   |
| الناتج المحلي الإجمالي للفرد دولار أمريكي                 | 14.19 ألف                    | 8.29 ألف                                   |
| مؤشر التنمية البشرية                                      | 0.745                        | 0.531                                      |
| رمز المكالمات الدولي                                      | +213                         | +268                                       |
| رمز الإنترنت                                              | .dz                          | .sz                                        |
| المنطقة الزمنية                                           | ت ع م+01:00                  | التوقيت القياسي لجنوب أفريقيا، ت ع م+02:00 |

## منظمات دولية مشتركة
يشترك البلدان في عضوية مجموعة من المنظمات الدولية، منها:
| علم المنظمة | اسم المنظمة                               | تاريخ انضمام الجزائر | تاريخ انضمام إسواتيني |
| ----------- | ----------------------------------------- | -------------------- | --------------------- |
|             | مؤسسة التنمية الدولية                     | 26 سبتمبر 1963       | 22 سبتمبر 1969        |
|             | يونسكو                                    | 15 أكتوبر 1962       | 25 يناير 1978         |
|             | وكالة ضمان الاستثمار متعدد الأطراف        | 4 يونيو 1996         | 18 أبريل 1990         |
|             | الأمم المتحدة                             | 8 أكتوبر 1962        | 24 سبتمبر 1968        |
|             | الاتحاد البريدي العالمي                   | ?                    | ?                     |
|             | البنك الدولي للإنشاء والتعمير             | 26 سبتمبر 1963       | 22 سبتمبر 1969        |
|             | الاتحاد الدولي للاتصالات                  | 3 مايو 1963          | 11 نوفمبر 1970        |
|             | منظمة حظر الأسلحة الكيميائية              | ?                    | ?                     |
|             | مؤسسة التمويل الدولية                     | 23 سبتمبر 1990       | 22 سبتمبر 1969        |
|             | المركز الدولي لتسوية المنازعات الاستشارية | 22 مارس 1996         | 14 يوليو 1971         |
|             | منظمة التجارة العالمية                    | ?                    | ?                     |
|             | منظمة الشرطة الجنائية الدولية             | ?                    | ?                     |
|             | الاتحاد الأفريقي                          | 25 مايو 1963         | ?                     |
|             | البنك الإفريقي للتنمية                    | ?                    | ?                     |

## وصلات خارجية
- موقع وزارة الخارجية الجزائرية